# 2014년 솔로몬 제도 총선
2014년 솔로몬 제도 총선은 2014년 11월 19일 열린 솔로몬 제도의 총선이다.

## 선거 시스템
50명의 의원이 있는 솔로몬 제도 국민 의회는 소선거구제를 사용하여 선거구 당 1명의 의원을 뽑는 형식으로 이루어졌다.
투표권은 만 18세 이상이어야 하고, 솔로몬 제도 시민권을 가지고 있어야 한다. 해외 거주자는 투표가 불가능하며, 선거법을 위반했거나 정신 이상자, 6개월 이상의 수감자, 사형 선고자는 투표권을 박탈할 수 있다.
피선거자는 만 21세 이상이어야 하고, 자신이 사는 선거구에 선출해야 한다. 이중국적자, 선거위원회의 위원 또는 국장, 파산선고자, 6개월 이상 수감자, 사형선고자는 피선거권이 박탈된다.

## 선거 캠패인
이번 선거에는 2010년 솔로몬 제도 총선의 509석에서 줄어든 443명을 뽑는다.

## 선거 수행
2014년 3월부터는 생체 인식 유권자 등록 시스템을 적용한다. 솔로몬 제도 투명성 위원회는 일부 후보가 다수의 ID 카드를 구입했다고 주장했다. 그러나, 2014년 5월 솔로몬 제도 선거위원회는 이에 대한 어떠한 항의도 받지 못했다고 말했다.

## 선거 결과

### 정당별
| 정당                            | 표 수 | % | 좌석 수 | +/–  |
| ------------------------------- | ----- | - | ------- | ---- |
| 민주연맹당                      |       |   | 7       | –5   |
| 연합민주당                      |       |   | 5       | 신당 |
| 국민연맹당                      |       |   | 3       | +3   |
| 솔로몬 제도 카다레당            |       |   | 1       | 신당 |
| 솔로몬 제도 농촌발전당          |       |   | 1       | –2   |
| 솔로몬 제도 국민제1당           |       |   | 1       | 신당 |
| 직접개발당                      |       |   | 0       | –3   |
| 국가개혁당                      |       |   | 0       | 신당 |
| 신국가당                        |       |   | 0       | 신당 |
| 국민진보당                      |       |   | 0       | 신당 |
| 솔로몬 제도 범멜라네시아 의회당 |       |   | 0       | 신당 |
| 청소년 농촌도시당               |       |   | 0       | 신당 |
| 무소속                          |       |   | 32      | +15  |
| 총 합                           |       |   | 50      | 0    |
| 출처: Election Commission       |       |   |         |      |

### 선거 지구별
| 남 슈아절                    | 에리자흐 도로 무아라 Elijah Doro MUALA                | 무소속     |
| 북서 슈아절                  | 코넬리 메튜 산다카바투 Connelly Matthew SANDAKABATU   | 민주연맹당 |
| 동 슈아절                    | 메나세흐 다무카나 소가바레 Manasseh Damukana SOGAVARE | 무소속     |
| 쇼트랜드                     |                                                       |            |
| 베야라베아                   |                                                       |            |
| 출처: 솔로몬 제도 선거위원회 |                                                       |            |